# Svarttyglad papegoja
Svarttyglad papegoja (Tanygnathus gramineus) är en fågel i familjen östpapegojor inom ordningen papegojfåglar.

## Utseende och läte
Svarttyglad papegoja är en 40–42 cm lång papegojfågel. Hanen är övervägande mattgrön med en stor röd näbb och ett svart streck på tygeln. På hjässan och övre delen av kinden är den något blågrå, medan vingarna är matt blågröna. Honan har istället skärgrå näbb. I flykten hörs hårda, ljusa och något utdragna läten.

## Utbredning och systematik
Fågeln förekommer i bergsskogar på ön Buru i södra Moluckerna. Den behandlas som monotypisk, det vill säga att den inte delas in i några underarter.

## Status och hot
Svarttyglad papegoja har en liten världspopulation bestående av uppskattningsvis endast 2 500–10 000 vuxna individer. Den tros också minska i antal till följd av habitatförlust. Den är därför upptagen på internationella naturvårdsunionen IUCN:s röda lista över hotade arter, kategoriserad som sårbar (VU).